# Demons in Paradise
Pour plus de détails, voir Fiche technique et Distribution.
Demons in Paradise est le premier film du réalisateur Jude Ratman. Sorti en France le 21 mars 2018, c'est un documentaire en partie autobiographique sur la guerre civile sri-lankaise, témoignant notamment des atrocités et des déchirures au sein du peuple tamoul. Présenté dans les séances spéciales du festival de Cannes en 2017, il s'agit du premier film montrant ce conflit de l'intérieur.

## Synopsis
En 1983, Jude Ratnam, âgé de 5 ans, quitte Colombo avec sa famille pour échapper aux massacres commis à l'encontre des Tamouls par une partie de la population cinghalaise. Revenu plus de trente ans plus tard, il part à la recherche des témoignages de la guerre civile, qui, d'une lutte de libération nationale, s'est transformée en conflit fratricide entre groupes armés. Des civils et des guerrilleros témoignent de la cruauté des affrontements.

## Analyse et critique
Le film comporte peu d'éléments de contextualisation historique, le réalisateur interrogeant des membres de sa famille et des combattants du Nord de l'île. Jude Ratman a travaillé pendant dix ans à ce long-métrage, avec la collaboration du réalisateur cambodgien Rithy Panh. En novembre 2017, il a reçu le Ram Bahadur Award, le meilleur prix du Film Southasia, un festival de film documentaires népalais, récompense partagée avec Tushar Madhav et Sarvnik Kaur pour Soz – A Ballad of Maladies.